# Сборная России по спортивной борьбе
Сбо́рная Росси́и по борьбе — команда, представляющая Россию на международных соревнованиях по спортивной борьбе. Управляется и контролируется Федерацией спортивной борьбы России. Сборная России является полноправной правопреемницей сборных Российской Империи, РСФСР, СССР и СНГ. Сборная России по вольной борьбе принимает участие на чемпионатах мира по вольной борьбе начиная с 1954 года, сборная по греко-римской борьбе начиная с 1950 года. Первым международным соревнованием для женской сборной СССР стал чемпионат мира по борьбе 1991 года. Сборная России по греко-римской борьбе является самой титулованной сборной за всю историю существования этого вида спорта, а сборной СССР не было равных на Олимпийских играх (начиная с 1952 года) и чемпионатах мира (начиная с 1959 года).

## Краткая история сборной СССР и России по вольной борьбе
Первый чемпионат страны был проведён в 1945 г. Многие борцы классического стиля перешли в вольную борьбу, особенно из тех весовых категорий, в которых существовала большая конкуренция. Всесоюзный комитет по делам физической культуры и спорта провел специальный учебный сбор для тренеров, где они впервые изучили сложную технику нового вида борьбы. Развивать вольную борьбу в СССР начали потому, что это был олимпийский вид. За первыми международными выступлениями советских борцов с особым вниманием следил И. В. Сталин — он сам был поклонником борьбы, а победы в тяжёлых весовых категориях считал важнейшими и определяющими.
Сборная команда СССР по вольной борьбе дебютировала на олимпийских играх в 1952 году. В 1996 г. Россия впервые выступила на Олимпийских играх самостоятельной командой. Сборная России побеждала в командных зачетах чемпионатов мира вплоть до 2021 года.

## Статистика выступлений в официальных турнирах по вольной борьбе

### Чемпионаты мира[3]
| Год                                                               | Победы    |
| ----------------------------------------------------------------- | --------- |
| Чемпионат мира по борьбе 1959                                     | Чемпион   |
| Чемпионат мира по борьбе 1961                                     | Серебро   |
| Чемпионат мира по борьбе 1962                                     | Чемпион   |
| Чемпионат мира по борьбе 1963                                     | Чемпион   |
| Чемпионат мира по борьбе 1965                                     | Бронза    |
| Чемпионат мира по борьбе 1966                                     | Серебро   |
| Чемпионат мира по борьбе 1967                                     | Чемпион   |
| Чемпионат мира по борьбе 1969                                     | Чемпион   |
| Чемпионат мира по борьбе 1970                                     | Чемпион   |
| Чемпионат мира по борьбе 1971                                     | Чемпион   |
| Чемпионат мира по борьбе 1973                                     | Чемпион   |
| Чемпионат мира по борьбе 1974                                     | Чемпион   |
| Чемпионат мира по борьбе 1975                                     | Чемпион   |
| Чемпионат мира по борьбе 1977                                     | Чемпион   |
| Чемпионат мира по борьбе 1978                                     | Чемпион   |
| Чемпионат мира по борьбе 1979                                     | Чемпион   |
| Чемпионат мира по борьбе 1981                                     | Чемпион   |
| Чемпионат мира по борьбе 1982                                     | Чемпион   |
| Чемпионат мира по борьбе 1983                                     | Чемпион   |
| Чемпионат мира по борьбе 1985                                     | Чемпион   |
| Чемпионат мира по борьбе 1986                                     | Чемпион   |
| Чемпионат мира по борьбе 1987                                     | Чемпион   |
| Чемпионат мира по борьбе 1989                                     | Чемпион   |
| Чемпионат мира по борьбе 1990                                     | Чемпион   |
| Чемпионат мира по борьбе 1991                                     | Чемпион   |
| Чемпионат мира по борьбе 1993                                     | Серебро   |
| Чемпионат мира по борьбе 1994                                     | Серебро   |
| Чемпионат мира по борьбе 1995                                     | Бронза    |
| Чемпионат мира по борьбе 1997                                     | Чемпион   |
| Чемпионат мира по борьбе 1998                                     | Серебро   |
| Чемпионат мира по борьбе 1999                                     | Чемпион   |
| Чемпионат мира по борьбе 2001                                     | Чемпион   |
| Чемпионат мира по борьбе 2002                                     | Серебро   |
| Чемпионат мира по борьбе 2003                                     | 4-е место |
| Чемпионат мира по борьбе 2005                                     | Чемпион   |
| Чемпионат мира по борьбе 2006                                     | Чемпион   |
| Чемпионат мира по борьбе 2007                                     | Чемпион   |
| Чемпионат мира по борьбе 2009                                     | Чемпион   |
| Чемпионат мира по борьбе 2010                                     | Чемпион   |
| Чемпионат мира по борьбе 2011                                     | Чемпион   |
| Чемпионат мира по борьбе 2013                                     | Серебро   |
| Чемпионат мира по борьбе 2014                                     | Чемпион   |
| Чемпионат мира по борьбе 2015                                     | Чемпион   |
| Чемпионат мира по борьбе 2017                                     | Серебро   |
| Чемпионат мира по борьбе 2018                                     | Чемпион   |
| Чемпионат мира по борьбе 2019                                     | Чемпион   |
| Чемпионат мира по борьбе 2021                                     | Чемпион   |
| Итого: 46 участия в чемпионатах мира/36 победы/8 серебра/2 бронзы |           |

## Текущий состав[4]
- 57 кг: Заур Угуев (Дагестан).
- 61 кг: Абасгаджи Магомедов (Дагестан).
- 65 кг: Шамиль Мамедов (Дагестан).
- 70 кг: Евгений Жербаев (Бурятия).
- 74 кг: Заурбек Сидаков (РСО-Алания).
- 79 кг: Ахмед Усманов (Дагестан).
- 86 кг: Арслан Багаев (РСО-Алания).
- 92 кг: Владислав Валиев (РСО-Алания).
- 97 кг: Абдулрашид Садулаев (Дагестан).
- 125 кг: Абдулла Курбанов (Дагестан).

### Недавние вызовы[5]
Менее года с момента последнего вызова (Чемпионат мира 2019).
- 57 кг: Заур Угуев (Дагестан).
- 61 кг: Магомедрасул Идрисов (Дагестан).
- 65 кг: Гаджимурад Рашидов (Дагестан).
- 70 кг: Давид Баев (РСО-Алания).
- 74 кг: Заурбек Сидаков (РСО-Алания).
- 79 кг: Гаджи Набиев (Дагестан).
- 92 кг: Алихан Жабраилов (Дагестан).
- 125 кг: Алан Хугаев (РСО-Алания).

## Краткая история сборной СССР и России по греко-римской борьбе
Официальной датой возникновения греко-римской борьбы в России принято считать 1895 год и связана с именами деятелей любительского спорта В. Ф. Краевским и В. А. Пытлясинским. Первый чемпионат России по греко-римской борьбе был проведен в Петербурге в 1897 году. В нём участвовало восемь борцов. Семь — из Петербурга, один — из Риги. Первым чемпионом России стал Александр Шмелинг (г. Петербург). В следующем 1898 году было разыграно второе первенство страны среди любителей. По звание чемпиона России присуждено не было, так как схватка между А. Шмелингом и Г. Гаккеншмидтом закончилась вничью.
В I чемпионате СССР по классической борьбе в 1924 г., проводимом 25-30 декабря в Киеве, приняли участие представители 16 городов. Звание чемпиона разыгрывалось в пяти весовых категориях. Схватка длилась 20 мин. с двухминутным перерывом после 10 мин. борьбы. Первыми советскими чемпионами стали: А. Желнин (Ленинград), В. Иванов (Москва), П. Махницкий (Киев), Н. Сажко (Киев), Д. Горин (Краснодар).
Наиболее знаменательным для советских спортсменов был 1952 год. Впервые сборная команда СССР приняла участие в XV Олимпийских играх в Хельсинки (Финляндия). Олимпийскими чемпионами стали: Борис Гуревич − до 52 кг, Яков Пункин — до 62 кг, Шазам Сафин — до 67 кг, Йоханнес Коткас — св. 87 кг. Серебряной медалью награждён Шалва Чихладзе — до 87 кг. Бронзовыми — Артём Терян — до 57 кг, Николай Белов — до 79 кг. Без медали остался лишь один Семён Марушкин, занявший 4-е место — до 73 кг. Команда уверенно заняла первое место. Возглавлял сборную команду страны Заслуженный тренер СССР Вахтанг Мелитонович Кухианидзе.
За всю историю современных Олимпийских игр с 1896 по 2004 годы советские и российские спортсмены по греко-римской борьбе завоевали 38 золотых, 23 серебряных и 17 бронзовых медалей. Для сравнения на втором месте по медалям — сборная Финляндии: 20 золотых, 19 серебряных и 18 бронзовых.

### Главные тренеры
- Вахтанг Кухианидзе (1952)
- Анатолий Колесов (1966—1969)
- Владимир Белов (1972—1974)
- Виктор Игуменов (1974—1979)
- Геннадий Сапунов (1979—1990)
- Михаил Мамиашвили (1991—1995)
- Гоги Когуашвили (2006—н.в.)

## Статистика выступлений в официальных турнирах по греко-римской борьбе

### Чемпионаты мира
| Год                                                      | Победы  |
| -------------------------------------------------------- | ------- |
| Чемпионат мира по борьбе 1953                            | Чемпион |
| Чемпионат мира по борьбе 1955                            | Чемпион |
| Чемпионат мира по борьбе 1958                            | Чемпион |
| Чемпионат мира по борьбе 1961                            | Чемпион |
| Чемпионат мира по борьбе 1962                            | Чемпион |
| Чемпионат мира по борьбе 1963                            | Чемпион |
| Чемпионат мира по борьбе 1965                            | Чемпион |
| Чемпионат мира по борьбе 1966                            | Чемпион |
| Чемпионат мира по борьбе 1967                            | Чемпион |
| Чемпионат мира по борьбе 1969                            | Чемпион |
| Чемпионат мира по борьбе 1970                            | Чемпион |
| Чемпионат мира по борьбе 1971                            | Серебро |
| Чемпионат мира по борьбе 1973                            | Чемпион |
| Чемпионат мира по борьбе 1974                            | Чемпион |
| Чемпионат мира по борьбе 1975                            | Чемпион |
| Чемпионат мира по борьбе 1977                            | Чемпион |
| Чемпионат мира по борьбе 1978                            | Чемпион |
| Чемпионат мира по борьбе 1979                            | Чемпион |
| Чемпионат мира по борьбе 1981                            | Чемпион |
| Чемпионат мира по борьбе 1982                            | Чемпион |
| Чемпионат мира по борьбе 1983                            | Чемпион |
| Чемпионат мира по борьбе 1985                            | Чемпион |
| Чемпионат мира по борьбе 1986                            | Чемпион |
| Чемпионат мира по борьбе 1987                            | Чемпион |
| Чемпионат мира по борьбе 1989                            | Чемпион |
| Чемпионат мира по борьбе 1990                            | Чемпион |
| Чемпионат мира по борьбе 1991                            | Чемпион |
| Чемпионат мира по борьбе 1993                            | Чемпион |
| Чемпионат мира по борьбе 1994                            | Чемпион |
| Чемпионат мира по борьбе 1995                            | Серебро |
| Чемпионат мира по борьбе 1997                            | Чемпион |
| Чемпионат мира по борьбе 1998                            | Чемпион |
| Чемпионат мира по борьбе 1999                            | Чемпион |
| Чемпионат мира по борьбе 2001                            | Серебро |
| Чемпионат мира по борьбе 2002                            | Чемпион |
| Чемпионат мира по борьбе 2003                            | Серебро |
| Чемпионат мира по борьбе 2005                            | Чемпион |
| Чемпионат мира по борьбе 2006                            | Чемпион |
| Чемпионат мира по борьбе 2007                            | Серебро |
| Чемпионат мира по борьбе 2009                            | Чемпион |
| Чемпионат мира по борьбе 2010                            | Чемпион |
| Чемпионат мира по борьбе 2011                            | Чемпион |
| Чемпионат мира по борьбе 2013                            | Чемпион |
| Чемпионат мира по борьбе 2014                            | Серебро |
| Чемпионат мира по борьбе 2015                            | Чемпион |
| Чемпионат мира по борьбе 2017                            | Чемпион |
| Чемпионат мира по борьбе 2018                            | Чемпион |
| Чемпионат мира по борьбе 2019                            | Чемпион |
| Чемпионат мира по борьбе 2021                            | Чемпион |
| Итого: 47 участий в чемпионатах мира/43 победы/6 серебра |         |

## Текущий состав[4]
- 55 кг: Виталий Кабалоев (Кабардино-Балкария)
- 60 кг: Анвар Аллахьяров (Московская область).
- 63 кг: Астемир Бижоев (Краснодарский край).
- 67 кг: Аслан Висаитов (Санкт-Петербург).
- 72 кг: Нарек Оганян (Свердловская область).
- 77 кг: Адлет Тюлюбаев (Омская область).
- 82 кг: Ауэс Гонибов (Кабардино-Балкария).
- 87 кг: Милад Алирзаев (Дагестан).
- 97 кг: Артур Саргсян (Свердловская область).
- 130 кг: Сергей Семёнов (Москва).

### Недавние вызовы[7]
Менее года с момента последнего вызова (Чемпионат Европы 2024).
- 55 кг: Амаяк Осипов (Краснодарский край)
- 60 кг: Садык Лалаев (Нижегородская область).
- 63 кг: Анвар Аллахьяров (Московская область).
- 67 кг: Руслан Бичурин (Мордовия).
- 72 кг: Нарек Оганян (Воронежская область).
- 77 кг: Адлет Тюлюбаев (Омская область).
- 82 кг: Ислам Алиев (Краснодарский край).
- 87 кг: Алан Остаев (Краснодарский край).
- 97 кг: Магомед Муртазалиев (Дагестан).
- 130 кг: Сергей Семёнов (Москва).

## Статистика выступлений в официальных турнирах женской сборной по спортивной борьбе

### Чемпионаты мира
| Год                                                              | Победы     |
| ---------------------------------------------------------------- | ---------- |
| Чемпионат мира по борьбе 1991                                    | 7-е место  |
| Чемпионат мира по борьбе 1992                                    | Серебро    |
| Чемпионат мира по борьбе 1993                                    | Бронза     |
| Чемпионат мира по борьбе 1994                                    | Серебро    |
| Чемпионат мира по борьбе 1995                                    | Чемпион    |
| Чемпионат мира по борьбе 1996                                    | Серебро    |
| Чемпионат мира по борьбе 1997                                    | 6-е место  |
| Чемпионат мира по борьбе 1998                                    | Чемпион    |
| Чемпионат мира по борьбе 1999                                    | 4-е место  |
| Чемпионат мира по борьбе 2000                                    | Серебро    |
| Чемпионат мира по борьбе 2001                                    | 6-е место  |
| Чемпионат мира по борьбе 2002                                    | Бронза     |
| Чемпионат мира по борьбе 2003                                    | Бронза     |
| Чемпионат мира по борьбе 2005                                    | 5-е место  |
| Чемпионат мира по борьбе 2006                                    | 4-е место  |
| Чемпионат мира по борьбе 2007                                    | 7-е место  |
| Чемпионат мира по борьбе 2008                                    | Бронза     |
| Чемпионат мира по борьбе 2009                                    | 5-е место  |
| Чемпионат мира по борьбе 2010                                    | Серебро    |
| Чемпионат мира по борьбе 2011                                    | 5-е место  |
| Чемпионат мира по борьбе 2012                                    | 10-е место |
| Чемпионат мира по борьбе 2013                                    | 6-е место  |
| Чемпионат мира по борьбе 2014                                    | Серебро    |
| Чемпионат мира по борьбе 2015                                    | 5-е место  |
| Чемпионат мира по борьбе 2016                                    | 7-е место  |
| Чемпионат мира по борьбе 2017                                    | 11-е место |
| Чемпионат мира по борьбе 2018                                    | 15-е место |
| Чемпионат мира по борьбе 2019                                    | Серебро    |
| Чемпионат мира по борьбе 2021                                    | 7-е место  |
| Итого: 30 участий в чемпионатах мира/2 победы/7 серебра/4 бронзы |            |

## Текущий состав[4]
- 50 кг: Полина Лукина (Ростовкая область)
- 53 кг: Наталья Малышева (Хакасия).
- 55 кг: Екатерина Полещук (Краснодарский край).
- 57 кг: Ольга Хорошавцева (Красноярский край).
- 59 кг: Анастасия Сидельникова (Свердловская область).
- 62 кг: Алина Касабиева (Крым).
- 65 кг: Валерия Дондупова (Бурятия).
- 68 кг: Вусала Парфианович (Московская область).
- 72 кг: Ксения Буракова (Дагестан).
- 76 кг: Рита Талисманова (Москва).

### Недавние вызовы[8]
Менее года с момента последнего вызова (Чемпионат Европы 2024).
- 50 кг: Милана Дадашева (Дагестан)
- 53 кг: Наталья Малышева (Хакасия).
- 55 кг: Александра Скиренко (Краснодарский край).
- 57 кг: Ирина Ологонова (Бурятия).
- 59 кг: Екатерина Полещук (Краснодарский край).
- 62 кг: Севиль Назарова (Якутия).
- 65 кг: Динара Кудаева (Красноярский край).
- 68 кг: Ханум Велиева (Красноярский край).
- 72 кг: Олеся Безуглова (Санкт-Петербург).
- 76 кг: Ксения Буракова (Дагестан).